# P. Lengyel József
P. Lengyel József, családi nevén Polacsek (Bukarest, 1938. szeptember 15. – Kolozsvár, 1989. május 18.) erdélyi magyar író, rádióriporter.

## Életútja
Kolozsvárt a Brassai Sámuel Líceumban érettségizett (1954), a Babeș-Bolyai Egyetemen természetrajz-földrajz szakon államvizsgázott (1960), közben két évig géplakatos segédmunkás. Tanár Gyergyóditróban (1960-67), majd a Kolozsvári Rádió magyar adásának riportere, szerkesztője, végül főmunkatársa; 1985-től az Utunk belső munkatársa.

## Munkássága
Az Ifjúmunkás közölte első írását (1963), amellyel megnyerte a lap irodalmi pályázatát. Karcolatai, novellái, naplójegyzetei az Utunk, Igaz Szó, Dolgozó Nő napilapok hasábjain jelentek meg. Pléhszamár (1971) és Bagolyvár (1976) című hangjátékait a kolozsvári rádió sugározta. A part című regényét ismertetve Szász János így utal írásainak általános jellegzetességére: „... új regénye több, mint lektűr. Bár valóban könnyen olvastatja magát, de ez a könnyedség nem jelent felületességet. Már a regényszerkesztési módja is igényes törekvést biztosít: a regénybeli idő néhány órája [...] egy mai húszéves fiatalember egész életét, a családi hátteret és természetében alakuló tudatvilágát, érzelmi életét villantja föl.” Álneve: Zsombori Éva.

### Kötetei
- Kígyóút. Novellák, elbeszélések; bev. Veress Zoltán; Irodalmi, Bukarest, 1969 (Forrás)
- Lábasház (regény, Kolozsvár 1974)
- Boldogasszony papucsa (regény, Kolozsvár  1978)
- Meztelen pillanat (novellák, Kolozsvár  1981)
- A part (regény, 1982)
- Bagolyvár (Kalandregény tizenéveseknek és kor nélküli barátaiknak. Árkossy István rajzaival, 1984)
- Kajakos a családban (regény, 1985)
- Fellegvár. Regény. Tényleges és leszerelt kamaszoknak; Kriterion, Bucureşti, 1988